# Oberea mimetica
Oberea mimetica là một loài bọ cánh cứng trong họ Cerambycidae.